# Helena Konanz
Pour les articles homonymes, voir Manset.
Helena Konanz (née Manset le 1er février 1961) est une femme politique et joueuse de tennis américaine-canadienne en Colombie-Britannique.
Elle est députée de la circonscription fédérale britanno-colombienne de Similkameen—Okanagan-Sud—Kootenay-Ouest à la Chambre des communes depuis 2025 sous la bannière du Parti conservateur du Canada>.

## Biographie

### Formation
Née à Santa Barbara en Californie, Konanz étudie à l'université de Californie à Los Angeles où elle fréquente l'équipe du Bruins de l'UCLA. En 1982 et avec sa partenaire Kathy O'Brien (en), elle est défaite lors du championnat de la division I féminine de la NCAA. Elle complète une formation en science politique en 1984.

### Carrière professionnelle
Après ses études, elle poursuit dans le domaine de la compétition entre autres au US Open et à Wimbledon. Elle atteint son sommet dans le classement avec le rang de 228e.

### Carrière politique
Konanz est élue conseillère de la ville de Penticton. Elle se représente et est réélue en 2014.

## Finales ITF

### Doubles (1–2)
| Résultat | Date       | Tournoi             | Surface | Partenaire               | Opposants                  | Pointage         |
| -------- | ---------- | ------------------- | ------- | ------------------------ | -------------------------- | ---------------- |
| Victoire | Mars 1987  | Fresno, CA, US      | Dur     | Lisa Seemann             | Debbie Graham Cinda Gurney | 6–3, 1–6, 7–6(5) |
| Défaite  | Juil. 1985 | Schenectady, NY, US | Dur     | Cecilia Fernandez-Parker | Linda Gates Lynn Lewis     | 7–6, 6–4         |
| Défaite  | Oct. 1983  | Tokyo, Japon        | Dur     | Micki Schillig           | Chris O’Neil Pam Whytcross | 7–6, 6–4         |